# Вакцина против малих богиња
Вакцина против малих богиња је веома ефикасна вакцина за превенцију малих богиња.  После једне дозе вакцине имунитет стекне 85% деце узраста од девет месеци и 95% деце старије од дванаест месеци. Скоро сви они који нису стекли имунитет после прве дозе развијају имунитет после друге дозе вакцине. Обично више не долази до избијања малих богиња онда када су стопе вакцинације становништва веће од 93%. Међутим, поново се могу јавити ако стопе вакцинације опадну. Вакцина је делотворна много година. Није баш најјасније да ли њена делотворност временом опада. Вакцина такође може да заштити од појаве болести уколико је примљена неколико дана пре него што дође изложености овој болести.
Ова вакцина је обично сигурна чак и код особа са ХИВ инфекцијом. Нежељена дејства су обично блага и краткотрајна. Међу њима се налазе бол на месту давања ињекције или појава благе грознице. Анафилакса је забележена код приближно једне од сто хиљада особа. Изгледа да не долази до повећања стопа Гијен–Бареовог синдрома, аутизма и запаљењске болести црева.
Ова вакцина је доступна у самосталној форми или у комбинацији са другим вакцинама. Поред ове вакцине, вакцина против рубеоле и вакцина против заушака се такође налазе у комбинованој ММР вакцини, која је доступна од 1971. Овој комбинацији вакцина је 2005. године додата и вакцина против варичеле (против овчијих богиња), чиме је настала ММРВ вакцина. Ова вакцина има подједнако добро дејство у свим комбинацијама. У деловима света где се ова болест често јавља Светска здравствена организација препоручује да се ова вакцина даје у узрасту од девет месеци. У подручјима где се ова болест не јавља тако често прихватљиво је давање ове вакцине у узрасту од дванаест месеци. Ово је вакцина на бази живог али ослабљеног соја изазивача малих богиња. Доступна је у прашкастој форми коју је претходно потребно помешати са посебном течношћу пре давања под кожу или у мишић. Путем тестова крви се може потврдити да ли је вакцина била делотворна.
На глобалном нивоу ову вакцину је примило приближно 85% деце до 2013. Најмање 192 земље су понудиле две дозе у 2008. години. Први пут је уведена 1963. Налази се на списку есенцијалних лекова СЗО, најважнијих лекова који су неопходни у основном здравственом систему. Ова вакцина није много скупа и њена великопродајна цена је износила око 0.70 америчких долара по дози до 2014. године.

## Употреба у медицини
Пре него што је употреба вакцине против малих богиња постала распрострањена, њихова инциденца је била толико висока да је инфекција малим богињама сматрана „неизбежном попут смрти и пореза”. После увођења ове вакцине 1963. године у Сједињеним Државама је дошло до пада броја забележених случајева малих богиња са више стотина хиљада на неколико десетина хиљада годишње (погледати дијаграм десно). Повећана примена ове вакцине после избијања 1971. и 1977. довела је до смањења броја случајева на неколико хиљада годишње у 1980-тим. Године 1990. је дошло до избијања ове болести са готово 30.000 случајева, што је довело до поновног притиска да се изврши вакцинација, а препорученом распореду је додата и друга доза вакцине. У периоду од 1997. до 2013. године је забележено мање од 200 случајева сваке године, а болест се више не сматра ендемичном у Сједињеним Државама. У 2014. години је забележено 610 случајева.  Приближно 30 случајева је дијагностиковано у јануару 2015. године, највероватније као последица изложености у близини Анахајма у Калифорнији крајем децембра 2014.
Забележена је велика корист од вакцинације против малих богиња у превенцији болести, инвалидитета и смртног исхода. Процењује се да је током првих двадесет година од лиценцирања вакцине против малих богиња у САД спречено 52 милиона случајева болести, 17.400 случајева менталне заосталости и 5.200 случајева смртног исхода. У периоду од 1999. до 2004. стратегија Светске здравствене организације и Уницефа је довела до боље покривености вакцинацијом против малих богиња, што је према процени спречило 1,4 милиона смртних случајева оболелих од малих богиња широм света. Вакцина против малих богиња је довела до скоро потпуне елиминације ове болести у Сједињеним Државама и другим развијеним земљама. Уведена је у употребу 1963. Ово импресивно смањење броја случајева смртног исхода и дуготрајна делотворност након вакцинације у почетку су постизани применом верзије вакцине са живим вирусима која је узроковала нежељена дејства, мада су она била много мање озбиљна од саме болести и смртног исхода до кога могу да доведу мале богиње. Иако је спречавала велики број смртних случајева и озбиљнијих облика болести, код мањег процента прималаца је верзија вакцине са живим вирусима заиста доводила до нежељених дејстава, почев од осипа па до нешто ређих појава случајева конвулзија.
Мале богиње су учестале широм света. Иако је 2000. године објављено да је ова болест елиминисана из САД, неопходне су високе стопе вакцинације и одлична комуникација са особама које одбијају вакцинацију да би се спречило избијање ове болести у САД. Од 66 случајева малих богиња забележених у САД 2005. године, нешто више од половине је приписано једном невакцинисаном појединцу који је добио мале богиње током свог боравка у Румунији. Ова особа се вратила у заједницу у којој је био велики број невакцинисане деце. Последица је била избијање болести и 34 заражене особе, већином деце, од којих су практично сви били невакцинисани. Хоспитализовано је 9% оболелих, а према проценама, утрошено је 167.685 америчких долара као последица овог избијања болести. Избегнута је епидемија већих размера због високе стопе вакцинације у околним заједницама.
Жива вакцина има нека неспецифична дејства, попут превенције респираторних инфекција, која су такође веома корисна. Корист је већа уколико се вакцина даје у узрасту млађем од годину дана. Вакцина високог титра је дала лошије резултате код девојчица, па је због тога Светска здравствена организација више не препоручује. Мале богиње узрокују болест горњих респираторних путева која може да доведе до компликација у виду упале плућа и бронхитиса, па је због тога вакцина против малих богиња корисна за смањење егзацербација хроничне опструктивне болести плућа (ХОБП) и астме.

### Распоред
Светска здравствена организација препоручује давање две дозе вакцине свој деци. У земљама где постоји велики ризик од оболевања од ове болести требало би дати прву дозу ове вакцине у узрасту од око девет месеци. У земљама где је ризик мали, прихватљиво је давање ове вакцине у узрасту од дванаест месеци. Другу дозу би требало дати најмање месец дана после прве дозе. Обично је то у периоду од дванаест до осамнест месеци старости.
Препорука америчког Центра за контролу и превенцију болести је да деца узраста од шест до дванаест месеци која путују ван Сједињених Држава приме своју прву дозу ММР вакцине. У супротном, прва доза се обично даје у узрасту између дванаест и осамнаест месеци. Друга доза се даје у периоду до навршене седме године (на седми рођендан или последњи дан шесте године живота) или при упису у предшколску установу. Вакцина се даје у спољашњи део горњег дела руке. Одраслим особама се даје субкутано, при чему се друга доза даје након 28 дана.
Код одраслих особа старијих од педесет година је потребна само једна доза.

## Нежељена дејства
Нежељена дејства повезана са ММР вакцином су грозница, бол на месту убризгавања и у ретким случајевима појава црвених или пурпурних обојења на кожи, што је познато као тромбоцитопенијска пурпура, или конвулзије због грознице (фебрилна конвулзија). Веома су ретка озбиљнија нежељена дејства.
Не постоји доказ о вези између ММР вакцине и аутизма. Изгледа да ММР вакцина не узрокује субакутни склерозирајући паненцефалитис.

### Контраиндикације
- Трудноћа: ММР вакцину и њене компоненте не би требало примењивати код трудних жена.[29]
- Деца са ХИВ инфекцијом могу да добију вакцину против малих богиња ако је њихов CD4+ број лимфоцита већи од 15%.[30]

## Историја
Др Томас Ч. Пиблс је сарађивао са др Џоном Френклином Ендерсом у Дечијој болници у Бостону. Др Ендерс је постао познат као „отац модерних вакцина” и један је од добитника Нобелове награде 1954. за своја истраживања на култивисању полио вируса, што је довело до развоја вакцинације за ту болест. Када је прешао на проучавање малих богиња, Ендерс је послао Пиблса у школу „Феј” у Масачусетсу, где је било у току избијање ове болести, тако да је Пиблс могао да изолује вирус из узорака крви и брисева грла које је узео од неких ученика. Чак и када га је Ендерс удаљио из истраживачког тима, Пиблс је могао да култивише вирус и покаже да је болест преносива на мајмуне након инокулације материјала који је прикупио. Ендерс је 1963. године користио култивисани вирус за развијање вакцине против малих богиња на основу материјала који је Пиблс изоловао.  Крајем 1950-их и почетком 1960-их од малих богиња је умрло скоро двоструко више деце него од полиомијелитиса. Вакцина коју је развио Ендерс је била на бази живих ослабљених вируса малих богиња соја Едмонстон, названом по ученику из школе „Феј” од кога је Пиблс узео културу за култивацију вируса.
Прве пробе вакцине против малих богиња је извршио Дејвид Морли на својој деци у Болници „Весли Гилд” у граду Илеша у Нигерији.  
Др Морис Хилеман из компаније „Мерк” (енг. Merck & Co.), пионир у развоју вакцинације, 1971. године је развио ММР вакцину којом се лече мале богиње, заушке и рубеола једном ињекцијом са накнадним додатком „бустер” дозе. Један облик се зове „Attenuvax” са више од 40 пептидних секвенци. Компонента ММР вакцине која је у вези са малим богињама користи Attenuvax, који се гаји на култури ћелија пилећег ембриона користећи Ендерсов ослабљени сој Едмонстон. „Мерк” је 21. октобра 2009. одлучио да не производи даље attenuvax. 

## Врсте вакцина које се примењују у имунизацији против малих богиња
Вакцина против малих богиња данас се ретко даје као посебна вакцина, већ се даје у комбинацији са вакцинама против заушака, рубеоле и/или варичеле. Тренутно су доступне две врсте комбинованих вакцина које у себи садрже и вакцину против малих богиња.
Ова комбинована, тровалентна, вакцина примењује се за имунизацију против заушака, малих богиња и рубеоле. Ова вакцина је жива ослабљена вирусна вакцина која се користи да индукује имунитет код вакцинисане особе против малих богиња, заушака и рубеоле.
Ова комбинована, четворовалентна. вакцина примењује се за имунизацију против заушака, малих богиња, рубеоле и вируса овчијих богиња. Ова вакцина користи се за активну имунизацију за деце против наведених болести старости од 12 месеци до 12 година.

### Вакцина која се користи у Србији
Вакцинација и ревакцинација против морбила у Републици Србији врши се комбинованом живом, атенуисаном MMR вакцином (морбили, заушке, рубеола) континуирано у складу са Правилником о имунизацији и начину заштите лековима Србије - деце од навршених 12 месеци живота и ревакцинацијом претходно вакцинисане деце до навршених седам година живота.
Сву деца узраста од навршених 12 месеци живота до навршених 14 година живота која су невакцинисане и непотпуно вакцинисана морају се вакцинисати, односно ревакцинисати.
Минимални размак између две дозе вакцине може бити четири недеље.